# Pakistanische Cricket-Nationalmannschaft gegen die West Indies in der Saison 1999
Die Tour der pakistanischen Cricket-Nationalmannschaft gegen die West Indies in der Saison 1999 (aus Sponsoren-Gründen auch DCM Trophy 1999)fand vom 16. bis zum 19. September 1999 in Kanada statt. Die internationale Cricket-Tour war Bestandteil der Internationalen Cricket-Saison 1999 und umfasste drei ODIs. Pakistan gewann die Serie 3–0.

## Vorgeschichte
Die West Indies spielten zuvor eine Tour gegen Indien an gleicher Stelle, Pakistan beim Cricket World Cup 1999, bei dem sie erst im Finale scheiterten.
Ursprünglich war geplant, dass Pakistan gegen Indien wie in den Jahren zuvor diese Tour in Kanada gegeneinander austragen würden. Als Folge des Kargil-Kriegs wurden jedoch kurzfristig die West Indies hinzugezogen, die jeweils gegen beide Mannschaften eine Tour abhielt.

## Stadien
Das folgende Stadion wurden für die Tour als Austragungsort vorgesehen.
| Stadion                                          | Stadt   | Kapazität | Spiele      |
| ------------------------------------------------ | ------- | --------- | ----------- |
| Toronto Cricket, Skating and Curling Club Ground | Toronto | 4.875     | 1. – 3. ODI |

## Kaderlisten
Die Mannschaften benannten die folgenden Kader.
| ODI | ODI |
| West Indies | Pakistan |
| --- | --- |
| - Jimmy Adams - Hendy Bryan - Sherwin Campbell - Shivnarine Chanderpaul - Mervyn Dillon - Chris Gayle - Adrian Griffith - Wavell Hinds - Ridley Jacobs - Reon King - Brian Lara - Ricardo Powell - Courntey Walsh | - Aamer Sohail - Abdul Razzaq - Arshad Khan - Azhar Mahmood - Hasan Raza - Inzamam-ul-Haq - Moin Khan - Mushtaq Ahmed - Saeed Anwar - Saqlain Mushtaq - Shabbir Ahmed - Wajahatullah Wasti - Waqar Younis - Wasim Akram - Yousuf Youhana |

## One-Day Internationals

### Erstes ODI in Toronto
| 16. September Scorecard | Toronto | Pakistan 230-6 (50)          | – | West Indies 215-9 (50) |
|                         |         | Pakistan gewinnt mit 15 Runs |   |                        |

### Zweites ODI in Toronto
| 18. September Scorecard | Toronto | Pakistan 222-5 (50)          | – | West Indies 180 (46.2) |
|                         |         | Pakistan gewinnt mit 42 Runs |   |                        |

### Drittes ODI in Toronto
| 19. September Scorecard | Toronto | West Indies 161 (44.4)         | – | Pakistan 162-3 (39.4) |
|                         |         | Pakistan gewinnt mit 7 Wickets |   |                       |